# 小行星32796
小行星32796（32796 Ehrenfest）是一颗绕太阳运转的小行星，为主小行星带小行星。该小行星于1990年3月发现。

## 轨道参数
小行星32796的轨道半长轴为397 863 983 km（2.6595186 UA），离心率为0.156。